# Doudeville
Doudeville – miejscowość i gmina we Francji, w regionie Normandia, w departamencie Sekwana Nadmorska.
Według danych na rok 1990 gminę zamieszkiwały 2492 osoby, a gęstość zaludnienia wynosiła 172 osoby/km² (wśród 1421 gmin Górnej Normandii Doudeville plasuje się na 92. miejscu pod względem liczby ludności, natomiast pod względem powierzchni na miejscu 157.).
Miejscowość znana jest jako stolica lnu.

## Zabytki i turystyka
- zabytkowy kościół z XVII wieku
- Zamek Galleville z XVII wieku